# Guntolf Herzberg

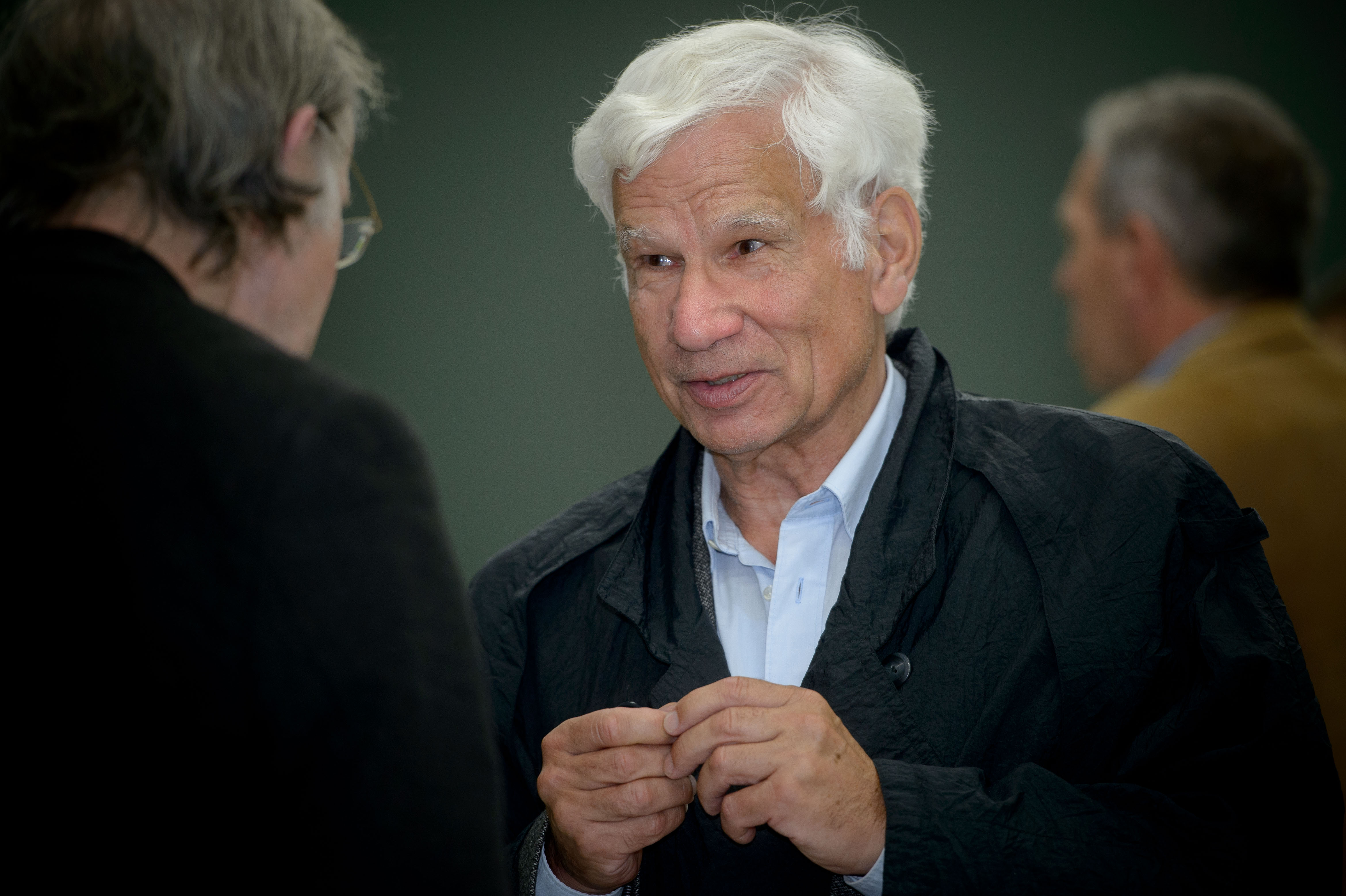
Guntolf Herzberg, 2015

Guntolf Herzberg (* 9. Juni 1940 in Berlin) ist ein deutscher Philosoph und ehemaliger politisch Verfolgter in der Deutschen Demokratischen Republik (DDR).

## Leben
Im Jahr 1958 legte Herzberg das Abitur ab und bewarb sich um ein Studium der Journalistik. Nachdem dies abgelehnt worden war, begann er eine Lehre als Schriftsetzer und war bis 1961 in diesem Beruf tätig. 
Von 1961 bis 1965 studierte Herzberg Philosophie, Physik und Geschichte an der Humboldt-Universität Berlin (HU) und war Schüler bei Wolfgang Heise. 1964 trat er in die Sozialistische Einheitspartei Deutschlands (SED) ein.
Nach kurzer Tätigkeit als Sekretär des Dekans der Philosophischen Fakultät der HU Berlin wurde Herzberg 1966 Assistent am Zentralinstitut für Philosophie der Akademie der Wissenschaften der DDR und begann parallel seine Lehrtätigkeit an der HU Berlin.
1972 gründete Herzberg mit anderen die „Freitagsrunde“, die sich zu einer informellen regimekritischen Gruppe entwickelte und in der Zeit der Wende und der friedlichen Revolution in der DDR 1989 zu einer Initiativgruppe für das oppositionelle Neue Forum wurde. Von Beginn an wurden die Teilnehmer der Gruppe vom Ministerium für Staatssicherheit (MfS) ausgespäht, observiert und bedrängt. 1973 wurde Herzberg wegen des „nichtgenehmigten Diskussionskreises“ aller Posten enthoben und aus der SED ausgeschlossen. Außerdem erhielt er ein Rede- und Publikationsverbot. Nach kurzer Tätigkeit als Übersetzer für die Zeitschrift „Sowjetwissenschaft“ wurde er 1974 zum Reservistendienst bei der Nationalen Volksarmee (NVA) eingezogen.
Trotz dieser Umstände wurde Herzberg 1976 an der HU Berlin mit der Arbeit „Wilhelm Dilthey und das Problem des Historismus“ promoviert und begann, als freiberuflicher Lektor für den Aufbau-Verlag zu arbeiten. 
1976 unterschrieb Herzberg einen Protestbrief gegen die Ausbürgerung Wolf Biermanns. Mit Rudolf Bahro und anderen beteiligte er sich an informellen Gruppen in Berlin, Naumburg und Leipzig, was das MfS unter großem personellen Aufwand beobachtete und unter dem Operativen Vorgang „Platon“ dokumentierte. 
1980 hielt Herzberg Vorträge zur Menschenrechtsproblematik in kirchlichen Gruppen. 1981 gründete er mit anderen den „Wittenberger Arbeitskreis für Wissenschafts-Ethik“ und war Mitautor des Papiers „Wissenschafts-Ethik – heute“. Bis 1985 beteiligte er sich an vielen anderen oppositionellen Gruppen, wurde permanent überwacht und erhielt keine Aufträge mehr. Schließlich verließ er die DDR und reiste nach West-Berlin aus.
Dort wurde er Mitglied der Grünen, engagierte sich in der „Initiative Ost-West-Dialog“ und wurde 1986 Mitbegründer der Bundesarbeitsgemeinschaft Menschenrechte innerhalb der Grünen.
1987 wurde Herzberg wissenschaftlicher Mitarbeiter am Institut für Philosophie der Freien Universität Berlin. Im September 1989 war er Mitautor des Aufrufs „Für ein Berlin ohne Mauern – in einem Deutschland ohne Panzer – in einem Europa ohne Grenzen“ und Mitbegründer des „Demokratischen Forums West“ zur Unterstützung der ostdeutschen Bürgerbewegungen.
Während der Wende und der friedlichen Revolution in der DDR beteiligte sich Herzberg an verschiedenen wissenschaftlichen und politischen Gremien, unter anderem am Zentralen Runden Tisch Wissenschaft in Ost-Berlin und im Unabhängigen Historikerverband der DDR.
1990/91 war Herzberg am „Kuratorium für einen demokratisch verfaßten Bund Deutscher Länder“ beteiligt, das eine neue Verfassung für das vereinigte Deutschland erarbeiten wollte.
1991 wurde Herzberg Gründungsmitglied der Partei Bündnis 90, die sich 1993 mit der Partei Die Grünen vereinigte. 1993/94 war er hauptamtlicher Mitarbeiter der Abteilung Bildung und Forschung des Bundesbeauftragten für die Unterlagen des MfS.
Von 1994 bis 2005 war Herzberg erneut Dozent am Institut für Philosophie der HU Berlin. Er lebt in Berlin.

## Schriften (Auswahl)
- Abhängigkeit und Verstrickung. Studien zur DDR-Philosophie. Berlin 1996, ISBN 3-86153-110-0.
- Aufbruch und Abwicklung. Neue Studien zur Philosophie in der DDR. Berlin 2000, ISBN 3-86153-213-1.
- Anpassung und Aufbegehren. Die Intelligenz der DDR in den Krisenjahren 1956/58. Berlin 2006, ISBN 3-86153-377-4.
- Moral extremer Lagen. Menschliches Handeln unter Entscheidungsdruck zwischen Leben und Tod. Würzburg 2012, ISBN 3-8260-4859-8.